# Supé för två
Supé för två är en svensk komedifilm från 1947 i regi av Ragnar Arvedson. I huvudrollerna ses Edvin Adolphson och Karin Ekelund.

## Handling
Louise är direktör för en fransk parfymfabrik. En dag kör hon på en motorcyklist. Motorcykeln blir skrot, men föraren, som är konstnär, klarar sig. För att göra rätt för sig ställer hon upp som modell för en målning och ger även konstnären en in blanco-check som han använder efter att ha fyllt i beloppet två miljoner francs. Han återlämnar pengarna i utbyte mot en anställning som reklamtecknare, och inget blir som förut på fabriken.

## Om filmen
Filmen är baserad på André-Paul Antoines pjäs Métier de femme och den franska filmen L'inévitable Monsieur Dubois som baseras på samma pjäs.
Filmen spelades in från oktober 1946 till januari 1947 i ateljéer i Helsingfors och Stockholm. Exteriörerna filmades i Cannes, Grand Corniche och Nice. Filmen hade premiär den 15 februari 1947 på biograf Grand i Stockholm och är tillåten från 15 år.
Supé för två har visats i SVT, bland annat 1997, 2004, 2012, 2017, i augusti 2020 och i oktober 2024.

## Rollista
- Edvin Adolphson – Claude Dubois, konstnär
- Karin Ekelund – Louise Mareuil, direktör för parfymfabrik
- Gaby Stenberg – Jacqueline Mareuil, hennes syster
- Ragnar Arvedson – Gaston Verdier, bankdirektör
- Douglas Håge – Stéphane Mouche, laboratoriechef
- Mimi Pollak – Sophie, Louises sekreterare
- Josua Bengtson – portvakt
- Albert Ståhl – bankkassör
- Eric Fröling – Michel, betjänt
- Börje Nyberg – bilmekaniker
- Ingrid Arehn – Juliette
- Ann-Mari Wiman – parfymförsäljerska
- Bert Sorbon – servitör på uteserveringen (ej krediterad)
- Tore Thorén – banktjänsteman (ej krediterad)

## Musik i filmen
- "Säg, har ni sett Louise?", musik: Bruno Coquatrix och Fred Arlys, svensk text: Alf Jörgensen